# Зуев, Николай Алексеевич
Никола́й Алексе́евич Зу́ев (1 [13] декабря 1893, Владивосток — 22 апреля 1953, Нью-Йорк) — русский офицер, двенадцатилетний герой русско-японской войны, участник Первой мировой войны и Белого движения; в эмиграции — активный участник антикоммунистической деятельности РОВСа и разведывательно-диверсионной борьбы против СССР, участник Второй мировой войны в составе РОА.

## Биография
Сын оренбургского казака-урядника; родился во Владивостоке.
К началу Русско-японской войной Николай являлся сиротой и был усыновлён офицером флота (по некоторым сведениям, погибшим на броненосце «Петропавловск»), а после его гибели — взят на воспитание штабс-капитаном порт-артурского гарнизона. Был зачислен добровольцем во 2-ю батарею 9-й Восточно-Сибирской стрелковой артиллерийской бригады.
В 1904 году дважды пробирался из осаждённого Порт-Артура через японские позиции для передачи депеш в штаб русской армии. Незадолго до боя у Вафангоу за пять дней дошёл до русских войск и доставил командующему Маньчжурской армией А. Н. Куропаткину донесение от генерала Стесселя, а затем вернулся обратно.
Во время второй вылазки Колю взяли в плен, однако ему удалось бежать из лагеря японцев, выдав себя за заблудившегося китайчонка:
Дай-ка, думаю, объявлю себя заблудившимся китайчонком из деревни Фи-Чи-Яни; благо голова стриженая, глаза узенькие, как у китайца, и хорошо говорю я по-китайски — скажу, что я сирота, что моего отца звали Тай-Дзун-Ма-Тесин, что меня зовут Си-Кан-Ю и что я заблудился... Вскоре меня привели к одному японскому офицеру, который также задавал мне целый ряд вопросов и который также говорил то по-китайски, то по-русски, но уж очень неправильно. Я также отвечал ему по-русски, но старался говорить так плохо, как обыкновенно у нас говорят китайцы, — и японец, видя, что ему не добиться от меня никакого толку, велел пока не выпускать меня.

…Улучив благоприятную минуту, я тихонько, ползком на животе, добрался до одной из лошадей, перерезал ножиком веревку, вскочил на коня и дай Бог ноги, сквозь тёмную ночь, через горы и долы. Я так скакал всю ночь, сам не зная куда, но когда наступило утро, увидал, что очутился опять у какой-то китайской деревни, но не вблизи Артура, а где-то в пределах Ляояна. В этой деревне я пробыл несколько дней, а затем по моей просьбе китайцы доставили меня до ближайшей русской позиции.
В ходе боевых действий был ранен в обе ноги, одна нога была сломана. За свои вылазки был награждён командующим тремя знаками отличия Военного ордена, однако в дальнейшем Высочайшее утверждение получил только крест 4-й степени (№ 199 004). О Коле Зуеве писали в журналах и газетах, вышла небольшая книжка о нём, а также открытки с изображением юного героя.
В 1906 году по Высочайшему повелению был определён на казённый счёт во 2-й Оренбургский кадетский корпус, который окончил в звании вице-унтер-офицера. 30 августа 1912 года зачислен юнкером в Михайловское артиллерийское училище, которое окончил по 1-му разряду и 24 августа 1914 года произведён в подпоручики, со старшинством с 6 августа 1913 года, с зачислением по полевой конной артиллерии. Назначен в 22-ю конно-артиллерийскую батарею (10-й конно-артиллерийский дивизион, 15-я кавалерийская дивизия), в состав которой окончательно зачислен 31 октября 1914 года.
В ходе Первой мировой войны 11 сентября 1915 года получил контузию, 9 июля 1917 года ранен и контужен в обе ноги. Награждён четырьмя боевыми орденами, к лету 1917 года имел чин штабс-капитана.
Николай Зуев некоторое время состоял в Отряде особой важности атамана Леонида Пунина и прекрасно себя проявил во многих разведках и боях.
В Гражданскую войну служил на бронепоезде «Офицер», затем командовал им, был произведен в полковники и принял дивизион бронепоездов («Офицер», «Единая неделимая» и «Св. Георгий Победоносец»).
После эвакуации (1920 год) жил в Болгарии, затем во Франции, где работал шофёром такси. Примкнул к Русскому общевоинскому союзу, с 1927 по 1938 год четыре раза ходил в СССР с разведывательно-диверсионными заданиями.
В 1936 году основал болгарский отдел военно-научных курсов им. Н. Н. Головина, на которых готовились молодые разведывательные кадры для РОВСа («Рота молодой смены им. генерала Кутепова» при 3-м отделе РОВСа). Среди молодёжи Николай Зуев был одним из наиболее уважаемых и популярных руководителей.
После нападения Германии на СССР в 1941 году Зуев направился на германский Восточный фронт, где оставался до конца войны. Служил в Одессе в составе Абвернебенштелле «Юг Украины».С конца 1942 года в АСТ «Крым». В 1945 году полковник ВС КОНР.В плену разведорганов Армии США. С 1951 года жил в США.
Умер 22 апреля 1953 года в Нью-Йорке. Похоронен на кладбище Новодивеевского монастыря.

## Награды
- Знак отличия Военного ордена 4-й степени № 199 004 — Высочайше утверждён 31 июля 1914 года:
«За отличия, оказанные им в бою 21—23 августа 1904 г. под деревней Тумондзы, где он был ранен осколком снаряда в обе ноги, но после перевязки вернулся в строй»[4]
- Орден Святого Станислава 3-й степени с мечами и бантом (Высочайший приказ 7 декабря 1915 года)
- Орден Святой Анны 4-й степени с надписью «За храбрость» (Высочайший приказ 12 декабря 1915 года)
- Орден Святой Анны 3-й степени с мечами и бантом (Высочайший приказ 22 июня 1916 года)
- Орден Святого Станислава 2-й степени с мечами (Приказ армии и флоту 15 мая 1917 года)